# نورى بيلجى جيلان
نورى بيلج جايلان (ولد في 26 يناير 1959 ،) المصور وكاتب السيناريو والمخرج التركي الحائز على جائزة النخلة الذهبية.
بعد تخرجه من جامعة البسفور من قسم الهندسة الكهربائية والإلكترونيات درس السينما لمدة عامين في جامعة معمار سنان.[بحاجة لمصدر]
خلال تعليمه التصوير الفتوغرافى الذي في جامعة البسفور (نادى جامعة البسفور الفوتغرافى) كان مهتما بالانشطة الطبيعية ومشتركا في نادى تسلق الجبال والمغارات.
وتم عرض الفيلم في مهرجان برلين السينمائي في قسم المنافسة. وفي 2002 أنتج نورى بيلج جيلان الفيلم الدرامى بعيدا، وتم عرضه بين الافلام المفضلة والمسابقة في مهرجان كان السينمائي السادس والخمسون. أخذ جائزة لجنة التحكيم الكبرى (الجائزة الكبرى) وهو ثانى أهم مهرجان بعد جائزة السعفة الذهبية.وفي 2006 تم قبول فيلم الإقليم الروائى الطويل الرابع لجيلان في قسم المسابقة لمهرجان كان السينمائي.وقال في خطاب الشكر الذي قام به بعد حصوله على الجائزة قال أريد أن أهب هذه الجائزة لإحدهم، إلى دولتى الجميلة الوحيدة التي أحبها بشغف.
إستحق فيلم حدث ذات مرة في الأناضول الحصول على جائزة لجنة التحكيم الكبرى في  64. مهرجان كان السينمائي.وفي عام 2014 استحق فيلم سحب الشتاء لنورى بيلج جيلان الحصول على جائزة النخلة الذهبية في لجنة التحكيم الكبرى في مهرجان كان السينمائي.وهكذا فاز الفيلم التركي بهذه الجائزة للمرة الثانية بعد فيلم الطريق الجنوبى ليلماز.

## قائمة الأفلام
| الأفلام والمسلسلات | الأفلام والمسلسلات  | الأفلام والمسلسلات | الأفلام والمسلسلات | الأفلام والمسلسلات | الأفلام والمسلسلات             |
| السنة              | الإسم               | الأدوار            | الأدوار            | الأدوار            | الملاحظات                      |
| السنة              | الإسم               | الإخراج            | السيناريو          | الإنتاج            | الملاحظات                      |
| ------------------ | ------------------- | ------------------ | ------------------ | ------------------ | ------------------------------ |
| 1995               | كوزا                |                    |                    |                    | فيلم قصير                      |
| 1998               | كصبا                |                    |                    |                    |                                |
| 2000               | سحب مايو            |                    |                    |                    |                                |
| 2002               | بعيدا               |                    |                    |                    |                                |
| 2006               | الأقاليم            |                    |                    |                    | Oyuncu olarak da yer almıştır. |
| 2008               | ثلاث قرود           |                    |                    |                    |                                |
| 2011               | حدث مرة في الاناضول |                    |                    |                    |                                |
| 2014               | البيات الشتوى       |                    |                    |                    |                                |

الجوائز
كوزا (1995)
مسابقة مهرجان كان السينمائي الدولية للأفلام القصيرة (1995)
كصبا (1998)
- 17. مهرجان إسطنبول السينمائي الدولى
- «جائزة الاتحاد الدولي للنقاد السينمائيين»
- مهرجان برلين السينمائي (1998)
- جائزة كاليغارى
- مهرجان كولونيا السينمائي
- أفضل فيلم
- أفضل تصوير سينمائي (نورى بيلج جيلان)

سحب من مايو (1999)
17. جائزة سياد للسينما التركيه، 1999
- نورى بيلج جيلان أفضل مخرج
- أفضل فيلم

36. مهرجان البرنقالة الذهبية السينمائي في انطاليا (1999)
- نورى بيلج جيلان أفضل مخرج
- نورى بيلج جيلان - جائزة دكتر أفانى تولانى الخاصة
- أفضل ثانى فيلم

19. مهرجان إسطنبول الدولى السينمائي 2000
- لالى الذهبية
- أفضل فيلم تركى
- جائزة الاتحاد الدولي للنقاد السينمائيين الدولية
- جائزة لجنة التحكيم العام

مهرجان بوينس ايرس الدولى السينمائي، 2001
- نورى بيلج جيلان أفضل مخرج

12. مهرجان أنقرة السينمائي 2000
- أفضل فيلم

مهرجان إسكندرية السينمائي 2000
- جائزة لجنة التحكيم الخاصة
- محمد أمين جيلان - أفضل ممثل
- نورى بيلج جيلان - أفضل محرر

بعيدا (2002)
56. مهرجان كان السنمائى
- نورى بيلج جيلان - جائزة لجنة التحكيم الكبرى
- محمد أمين توبراك - أفضل ممثل
- مظفر اوزدمير - أفضل ممثل

39. مهرجان أنطاليا لجائزة البرتقال الذهبية السينمائي 2002
- نورى بيلج جيلان - أفضل مخرج
- أفضل فيلم
- نورى بيلج جيلان - أفضل سيناريست
- محمد أمين توبراك - أفضل ممثل مساعد

14. مهرجان أنقرة السينمائي 2002
- نورى بيلج جيلان - أفضل مخرج
- نورى بيلج جيلان - أفضل مصور سينمائي
- نورى بيلج جيلان - أفضل محرر
- Zuhal Gencer Erkaya - أفضل ممثلة مساعدة

24. جائزة سياد التركية السينمائية 2002
- أفضل فيلم
- نورى بيلج جيلان - أفضل مخرج
- نورى بيلج جيلان - أفضل مصور سينمائي

22. مهرجان إسطنبول الدولى السينمائي 2003
- أفضل فيلم
- نورى بيلجى جيلان أفضل مخرج ومنتج تركي في العام من مؤسسة الدكتور نجات أجزاجي باشي.
- «جائزة الاتحاد الدولي للنقاد السينمائيين»

مهرجان فيلم السينما 2003
- أفضل فيلم
- الجائزة الكبرى

13. جوائز اورخان أربيورين 2003
- أفضل فيلم
- نورى بيلج جيلان- -أفضل مخرج
- مظفر أزدمير - أفضل ممثل

39. مهرجان شيكاغو الدولى السينمائي 2003
- نورى بيلج جيلان - أفضل تانى فيلم
- نورى بيلجى جيلان - جائزة اتحاد النقاد

مهرجان بيروت السينمائي 2003
- نورى بيلج جيلان - أفضل فيلم
- نورى بيلج جيلان - أفضل سيناريو

16. مهرجان تريست السينمائي 2004
- نورى بيلج جيلان - أفضل فيلم

مهرجان مكسيكو سيتى السينمائي 2004
- نورى بيلج جيلان - أفضل مخرج
- نورى بيلج جيلان - أفضل تصوير سينمائي

الأقاليم (2006)
43. مهرجان انطاليا السينمائي
- أفضل تصميم صوت (إسماعيل كارداش)
- أفضل خيال (Ayhan Ergürsel)
- أفضل ممثلة مساعدة (Nazan Kırılmış)
- أفضل مخرج (نورى بيلج جيلان)

59. مهرجان كان السينمائي 2006
- جائزة الاتحاد الدولي للنقاد السينمائيين

26. مهرجان إسطنبول الدولى السينمائي 
- أفضل فيلم

```
* مهرجان مدينة سكب الدولي للسنما الرقمية، اليابان،2007
```

- أفضل الافلام الرقمية

ثلاث قرود (2008)
61. مهرجان كان السينمائي
- جائزة أفضل مخرج

2. جائزة Yeşilçam 
- أفضل فيلم
- أفضل مخرج
- أفضل سيناريو
- أفضل ممثلة
- أفضل مدير تصوير
- الشباب موهبة خاصة

41. جوائز سياد
- أفضل خيال
- اداء احسن امرأة ممثلة
- اداء أفضل ممثل مساعد
- أفضل مخرج

مهرجان Osian's Cinefan السينمائي
- أفضل مخرج

مهرجان حيفا السينمائي 
- أفضل فيلم

جوائز اسيا بافسيك اسكرين 
- أفضل مخرج
- أفضل فيلم

مهرجان التصوير السينمائي (أخوات القرود)
حدث ذات مرة في الاناضول 2011
64. مهرجان كان السينمائي جائزة لجنة التحكيم الكبرى
جوائز اسيا بافسيك اسكرين
- أفضل مخرج
- جائزة لجنة التحكيم الكبرى
- أفضل مدير تصوير - Gökhan Tiryaki

البيات الشتوى (2014)
67. مهرجان كان السينمائي 
- النخلة الذهبية [2]
- جائزة جائزة الاتحاد الدولي للنقاد السينمائيين